# Erik Ateruis
Erik Aterius, född 1 mars 1999 i Borås, är en svensk professionell ishockeyspelare som spelar för Brödernas/Väsby IK HK i Hockeyettan. Hans moderklubb är Borås HC men Aterius spelade hela sin juniorkarriär i Leksands IF. 
Inför säsongen 2019/20 skrev  Aterius på ett ettårskontrakt med Västervik. Aterius spelade även två matcher för Tranås och fem matcher i Linden Hockey under samma säsong. Inför säsongen 2022/23 lämnade Aterius Vallentuna Hockey för Väsby IK Hockey i Hockeyettan.